# 文昌街道 (周口市)
文昌街道，是中华人民共和国河南省周口市川汇区下辖的一个乡镇级行政单位。

## 行政区划
文昌街道下辖以下地区：
李庄社区、赵寨社区、康店社区、陈滩社区、郭埠口社区、万庄社区、吕庄社区和罗庄社区。